# École de St Ives

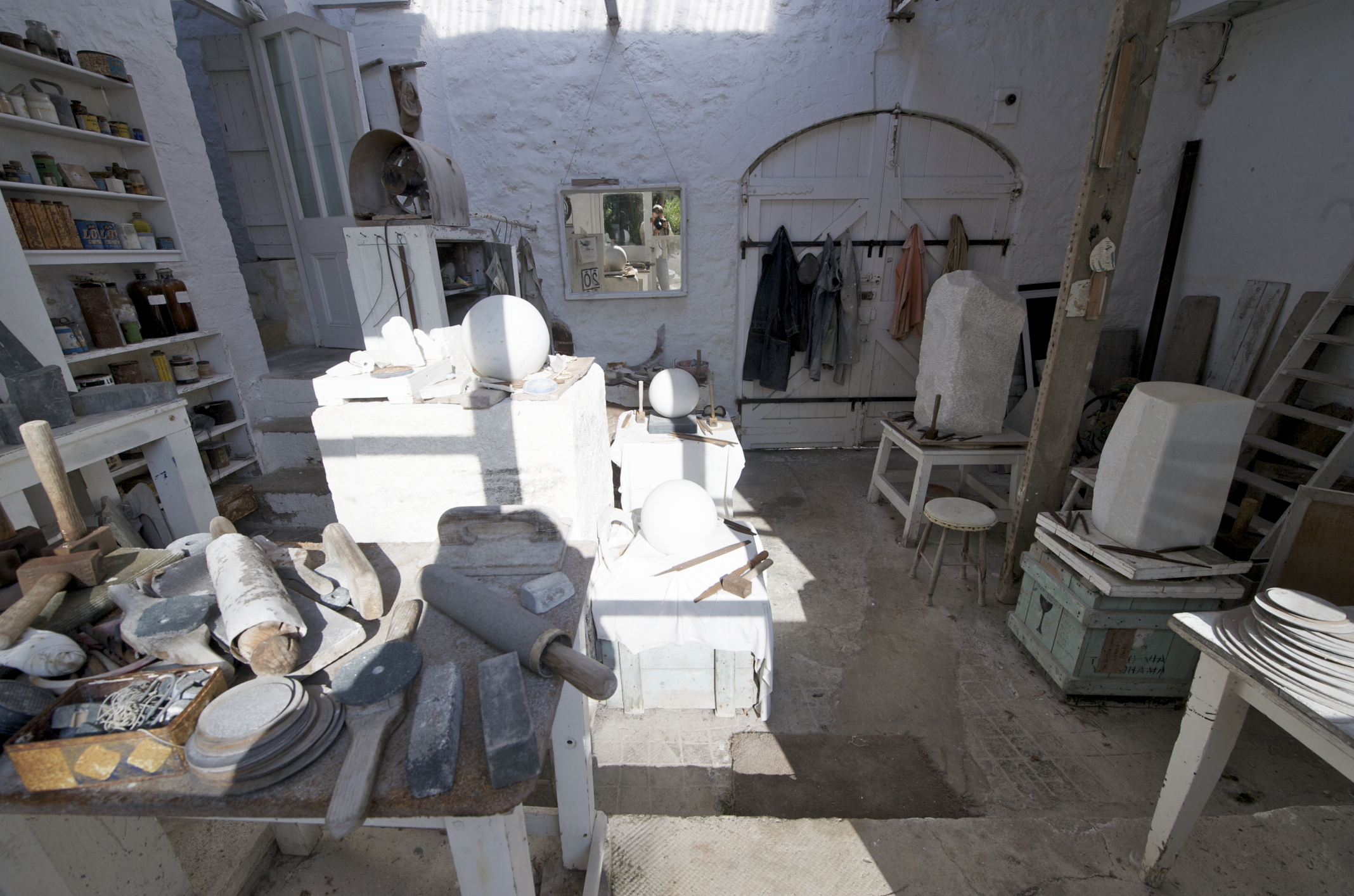
Atelier de Barbara Hepworth

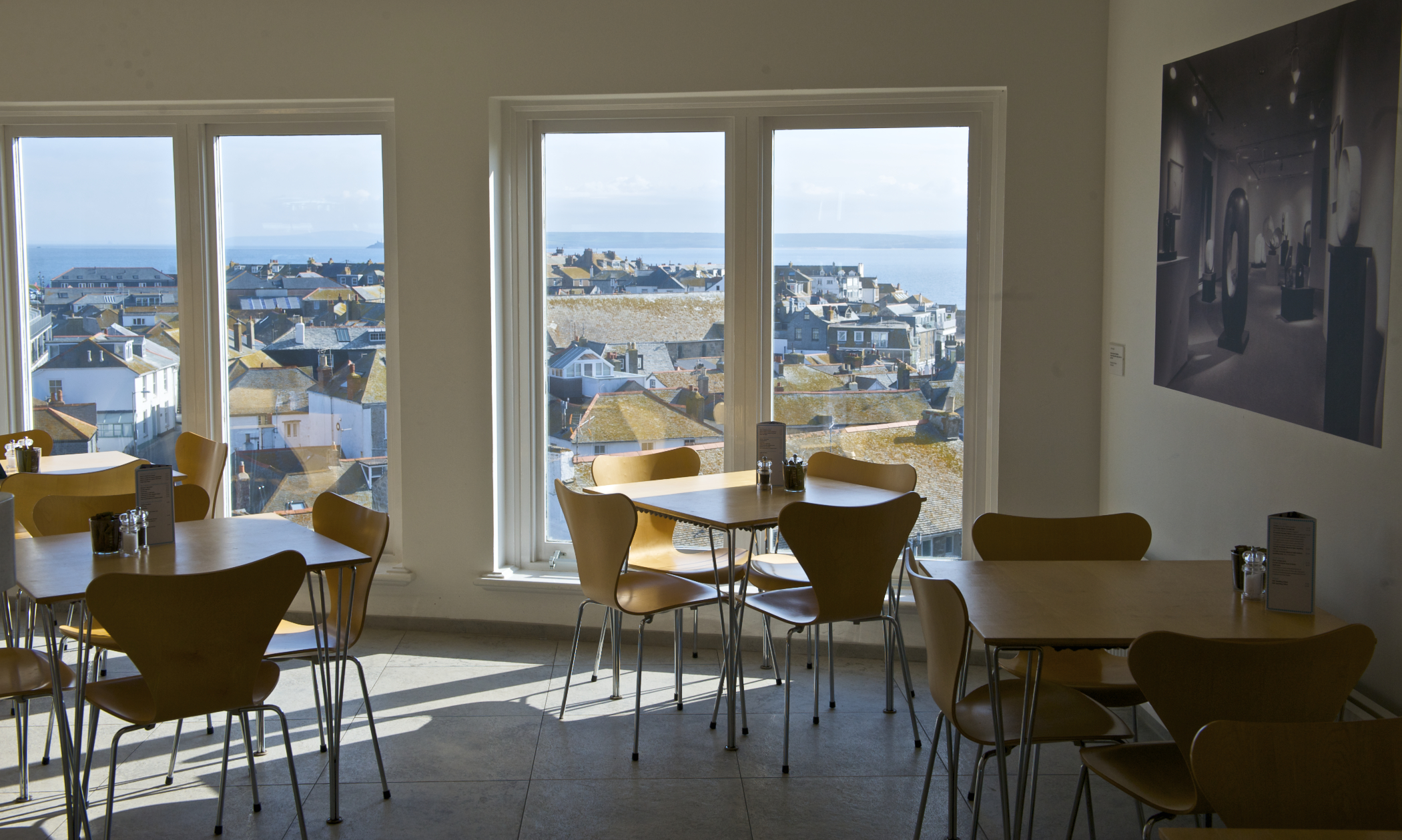
Tate St Ives : vue du restaurant, sur St Ives

L'École de St Ives désigne un groupe d'artistes vivant et travaillant dans la  ville de St Ives, en Cornouailles, et un établissement de formation en ce même lieu.

## Histoire
La ville a commencé à attirer les artistes de l'Ouest des Cornouailles avec l'implantation d'une liaison de chemin de fer par la Great Western Railway, en 1877. En 1920, Bernard Leach et Shoji Hamada mettent en place un atelier de poterie à St Ives. En 1928, Ben Nicholson et Christopher Wood visitent St Ives et y sont impressionnés par le travail de l'artiste Alfred Wallis. Le développement d'une colonie d'artistes dans ce port de pêche des  Cornouaille commence. Une École de Peinture est établie dans le quartier historique de Porthmeor  au centre de St Ives en 1938.
Avec le déclenchement de la seconde Guerre Mondiale en 1939, Ben Nicholson et son épouse la sculptrice Barbara Hepworth s'installent à St Ives, et y établissent un avant-poste pour le mouvement d'avant-garde abstrait. Ils sont rapidement rejoints par le sculpteur constructiviste russe Naum Gabo. Après la fin de la guerre, une nouvelle et jeune génération d'artistes apparaissent, animée notamment par Hepworth et Nicholson (Gabo a quitté la cité en 1946). À partir de 1950 environ, le groupe de jeunes artistes réunis à St Ives inclut Peter Lanyon, John Wells, Roger Hilton, Bryan Wynter, Patrick Heron, Terry Frost, Alexander Mackenzie, Harry Ousey, Wilhelmina Granges-Graham, Stass Paraskos, Paul Feiler, et Karl Weschke en collaboration avec le céramiste, Bernard Leach (Nicholson a quitté en 1958). C'est à ce groupe, avec Hepworth et Nicholson, que le terme de "École de St Ives'" est particulièrement associé,,.
En 2010, un film de quatre-vingt-dix minutes de la BBC 4 , The Art of Cornwall, présenté par James Fox, explore en détail la vie artistique en ce lieu.
L'âge d'or de la St Ives à l'École dans les années 1950 et 1960, mais en 1993, la Tate St Ives, un nouveau  lieu d'exposition est ouvert, qui inclut dans ses collections des œuvres de l'école d'art. Dans les années 2010, une nouvelle étape de la vie artistique de St Ives commence avec le début des travaux de rénovation du Tate St Ives. Le  bâtiment historique a subi les dures conditions de l'environnement marin. Le lieu est devenu par contre un repaire culturel.